# Barbula heribaudii
Barbula heribaudii là một loài rêu trong họ Pottiaceae. Loài này được Corb. mô tả khoa học đầu tiên năm 1899.
Danh pháp khoa học của loài này chưa được làm sáng tỏ. 